# Santiago (Torres Novas)
A Freguesia de Santiago (oficialmente, Freguesia de Torres Novas (Santiago)) foi uma freguesia portuguesa do Município e da cidade de Torres Novas, que tinha 5,74 km² de área e 993 habitantes (2011), e, por isso, uma densidade populacional de 173,0 hab/km².
A Freguesia de Santiago foi extinta (agregada) pela reorganização administrativa de 2012/2013, sendo o seu território integrado na União das Freguesias de Torres Novas (Santa Maria, Salvador e Santiago), territorialmente contínua.
A Freguesia de Santiago era uma das poucas freguesias portuguesas territorialmente descontínuas, consistindo em duas partes de extensão muito diferente: uma parte de cariz rural a nordeste, contando com diversas aldeias (Casal Sentista, Carreiro D'Areia, Pintainhos - Santiago, Gateiras de Santo António, Casal Seabra, ...), ocupando cerca de 99% do território da freguesia, e um muito pequeno exclave a sudoeste, integrado no centro urbano da cidade de Torres Novas, separado do resto da freguesia pela antiga freguesia do Salvador e por uma estreita faixa de território pertencente à antiga freguesia de Santa Maria. Este exclave encontrava-se quase encravado nesta outra freguesia, não fosse uma pequena confrontação a noroeste com a antiga freguesia de São Pedro.

Antigas freguesias que deram origem à União das Freguesias de Torres Novas (Santa Maria, Salvador e Santiago).

## População
| População da freguesia de Torres Novas (Santiago) | População da freguesia de Torres Novas (Santiago) | População da freguesia de Torres Novas (Santiago) | População da freguesia de Torres Novas (Santiago) | População da freguesia de Torres Novas (Santiago) | População da freguesia de Torres Novas (Santiago) | População da freguesia de Torres Novas (Santiago) | População da freguesia de Torres Novas (Santiago) | População da freguesia de Torres Novas (Santiago) | População da freguesia de Torres Novas (Santiago) | População da freguesia de Torres Novas (Santiago) | População da freguesia de Torres Novas (Santiago) | População da freguesia de Torres Novas (Santiago) | População da freguesia de Torres Novas (Santiago) | População da freguesia de Torres Novas (Santiago) |
| ------------------------------------------------- | ------------------------------------------------- | ------------------------------------------------- | ------------------------------------------------- | ------------------------------------------------- | ------------------------------------------------- | ------------------------------------------------- | ------------------------------------------------- | ------------------------------------------------- | ------------------------------------------------- | ------------------------------------------------- | ------------------------------------------------- | ------------------------------------------------- | ------------------------------------------------- | ------------------------------------------------- |
| 1864                                              | 1878                                              | 1890                                              | 1900                                              | 1911                                              | 1920                                              | 1930                                              | 1940                                              | 1950                                              | 1960                                              | 1970                                              | 1981                                              | 1991                                              | 2001                                              | 2011                                              |
| 2 953                                             | 3 734                                             | 4 336                                             | 5 096                                             | 6 112                                             | 6 071                                             | 3 020                                             | 3 287                                             | 3 529                                             | 3 396                                             | 3 280                                             | 3 378                                             | 3 005                                             | 2 637                                             | 993                                               |

Com lugares desta freguesia foram criadas as freguesias de Entroncamento, do Município de Vila Nova da Barquinha (decreto nº 12.192, de 25/08/1926), de Riachos (lei nº 1.470, de 28/08/1923) e da Meia Via (Lei n.o 18-G/2001, de 3 de Julho), ambas do do Município de Torres Novas.
| Distribuição da População por Grupos Etários | Distribuição da População por Grupos Etários | Distribuição da População por Grupos Etários | Distribuição da População por Grupos Etários | Distribuição da População por Grupos Etários | Distribuição da População por Grupos Etários | Distribuição da População por Grupos Etários | Distribuição da População por Grupos Etários | Distribuição da População por Grupos Etários | Distribuição da População por Grupos Etários |
| -------------------------------------------- | -------------------------------------------- | -------------------------------------------- | -------------------------------------------- | -------------------------------------------- | -------------------------------------------- | -------------------------------------------- | -------------------------------------------- | -------------------------------------------- | -------------------------------------------- |
| Ano                                          | 0-14 Anos                                    | 15-24 Anos                                   | 25-64 Anos                                   | > 65 Anos                                    |                                              | 0-14 Anos                                    | 15-24 Anos                                   | 25-64 Anos                                   | > 65 Anos                                    |
| 2001                                         | 338                                          | 366                                          | 1 358                                        | 575                                          |                                              | 12,8%                                        | 13,9%                                        | 51,5%                                        | 21,8%                                        |
| 2011                                         | 125                                          | 95                                           | 524                                          | 249                                          |                                              | 12,6%                                        | 9,6%                                         | 52,8%                                        | 25,1%                                        |

Média do País no censo de 2001:  0/14 Anos-16,0%; 15/24 Anos-14,3%; 25/64 Anos-53,4%; 65 e mais Anos-16,4%
Média do País no censo de 2011:   0/14 Anos-14,9%; 15/24 Anos-10,9%; 25/64 Anos-55,2%; 65 e mais Anos-19,0%